# Afinacja
Afinacja (fr. affiner) – oczyszczanie substancji z domieszek. Proces stosowany głównie w cukrowniach do oczyszczania kryształów cukru z syropu cukrowego, a także do wydobywania z rudy metali szlachetnych.
Urządzenie do afinacji to afinator.